# Dipelta
Dipelta (lat. Dipelta), biljni rod iz porodice kozokrvnica koji obuhvaćao 4 priznate vrste grmlja ili drveća i jednu vrstu iz Turkestana D. turkestanica Regel & Schmalh.. Opisao ka je Karl Ivanovič Maksimovič (Карл Иванович Максимович) 1877.
Rod Dipelta sastojao se od listopadnog grmlja, a porijeklom je iz središnje i zapadne Kine. Zbog atraktivnog izgleda uzgaja se širom svijeta kao ukrasno vrtno bilje, a jedna vrsta D. floribunda Maxim. dobila je i nagradu Garden Merit, Kraljevskog hortikulturnog društva iz Londona u Engleskoj.
Cvijet je zvonolik, cvjeta u kasno proljeće ili ljeto, list kopljolik, a drvo može narasti u visinu od 3 do 4 metra.
Dipelta turkestanica, sinonim je za Astragalus dipelta (porodica Fabaceae).

## Vrste
- Dipelta elegans Batalin
- Dipelta floribunda Maxim.
- Dipelta × wenxianensis Yi F.Wang & Y.S.Lian, taksonomski status nepoznat[2]
- Dipelta yunnanensis Franch.

- Dipelta floribunda
- Dipelta floribunda
- Dipelta yunnanensis
- Dipelta ventricosa